# 漂泊的靈魂
《漂泊的靈魂》（德語：Knulp）是赫爾曼·黑塞於1915年出版的小說，講述了流浪者卡爾·埃伯哈德·克努爾普（Karl Eberhard Knulp）生活中的三個時刻。
故事由三部分組成。 第一章講述了克努爾普在他的老朋友Émile Rothfuss 家中的康復過程。他向年輕的僕人芭芭拉·弗利克求愛，但最終縮短了與朋友的逗留時間，後者的妻子向他提出了越來越多的要求。 第二章講述了克努爾普和一個未指明姓名的朋友一起度過的一天，他們在德國鄉村遊蕩和開玩笑。晚上兩人在穀倉裡找了個庇護所，並決定到附近的啤酒廠吃飯。晚上的某個時候，克努爾普決定去睡覺，而敘述者（其朋友）則喝了許多酒。 第二天早上，敘述者醒來發現克努爾普什麼也沒說就走了。這個事實讓敘述者非常難過，讓他充滿了疑問。最後一章是對克努爾普患肺結核的講述，他和以前的同學Machold醫生呆了幾天，後者試圖送他去醫院。克努爾普拒絕了朋友的提議，並繼續他的流浪生活數週。故事的最後，他清點了自己的一生，並在雪中入睡。